# Fulgutor (le robot des lumières)
Fulgutor (le robot des lumières), connu au japon sous le nom Gôshôgun (戦国魔神ゴーショーグン, Sengoku Majin Gôshôgun),
ou encore sous l'adaptation Macron 1 aux Etats-unis, est une série d’animation japonaise à thème de mecha en 26 épisodes, diffusée au Japon en 1981 et inédite en France. 
Cette série est dans la lignée d'autres séries populaires de robot géant comme Goldorak.
Cette série a donné suite à deux films spéciaux dont Goshogun: The Time Étranger sorti en 1985 et qui ne mettent plus Fulgutor en scène et qui abordent des thèmes plus adultes.
De la série originale, seuls 3 épisodes ont été doublés en français et sortis en VHS.

## Synopsis
L'histoire se déroule au début du XXIe siècle. Le docteur Sanders (Professeur Sanada en VO) a découvert à l'intérieur d'un météore écrasé sur Terre un matériau dont émane une énergie considérable, le « Beamler », dont il se sert pour la création d'un robot géant, Fulgutor (GoShogun en VO), composé de 3 vaisseaux pilotés.
À la suite de la mort tragique du professeur Sanada, c'est son ami le professeur Xavier qui depuis la base secrète God Thunder dirige l'équipe de pilotes du Fulgutor composée de Jeff, Rick, Marite et rejoint par Bobby, le fils du défunt Dr. Sanders. Ensemble, ils doivent faire face à Néorus, le chef de Cobra Noir (Dokuga en VO), une organisation secrète qui convoite le contrôle de Terre entière, aidé de ses sbires Marcus, Auroc et Serge. Épisodes après épisodes, Fulgutor est amené à combattre et défaire les robots géants envoyés par Néorus.

## Personnages principaux
- Équipe God Thunder
  - Docteur Sanders (Professeur Sanada en VO) : un scientifique défunt, inventeur de Fulgutor
  - Professeur Xavier (Captain Sabarath) : collègue et ami du Dr. Sanders, dirige l'équipe God thunder
  - Jeff (Shingo) : leader des pilotes de Fulgutor
  - Rick (Killy) : pilote
  - Marite (Remy) : pilote d'origine française ;
  - Bobby (Kenta) : le fils du défunt Dr. Sanders, qui rejoint l'équipage de Fulgutor

- La Dokuga
  - Néorus (NeoNeros) : leader de la Dokuga
  - Marcus (Leonardo Medici Bundle) : un lieutenant
  - Auroc (Yatta-la Kernagul) : un lieutenant
  - Serge (Suegni Cuttnal) : un lieutenant

## Épisodes
- 1 - 03/07/1981: goshogun hasshin seyo
- 2 -10/07/1981: gekito toraisuri - doublé en Français
- 3 -17/07/1981: ritorufaita GO - doublé en Français
- 4 - 24/07/1981: kiken naitazura - doublé en Français
- 5 - 31/07/1981: jigoku no fantajirando
- 6 - 07/08/1981: hikaru me no akuma
- 7 - 14/08/1981:kakushi toride no nakamatachi
- 8 - 21/08/1981: goshogun kikan sezu
- 9 - 28/08/1981: daiyamondo ha moe tsukite
- 10 - 04/09/1981: osorubeshi bimura no nazo
- 11- 11/09/1981: hanataba wo kun ni
- 12 - 18/09/1981: wakare no monmarutoru
- 13 - 25/09/1981: ankokugai no geki to
- 14 - 05/10/1981: hitoribocchino OVA
- 15 - 12/10/1981: netsu suna no joo
- 16 - 19/10/1981: saraba seishun no hibi
- 17 - 26/10/1981: guddosanda kiki ippatsu
- 18 - 02/11/1981: ken ta goshogun ni noru
- 19 - 09/11/1981: tatake! rondon himitsukichi
- 20 - 16/11/1981: uchu chukei korega dokuga da
- 21 - 23/11/1981: kotei no inbo
- 22 - 30/11/1981: fujo, chitei karano nazo
- 23 - 07/12/1981: boso guddosanda
- 24 - 14/12/1981: umi no kanawo tatake
- 25 - 21/12/1981: kessen byoyomi kaishi
- 26 - 28/12/1981: hate shinaki tabidachi

## Themes musicaux
- Ouverture - Go Shogun start up de Toyohisa Araki par Ken Fujii
- Fin - 21Century: Beyond the Galaxy de Toyohisa Araki par Ken Fujii

## Films spéciaux

### Sengoku Genie Goshogun
Ce film de 65 minutes est sorti en avril 1982. Il correspond à une ré-édition créée autour des épisodes 17 et 20. 

#### Thèmes musicaux
- The Law of Tears de Toyohisa Araki par Hitoshi Haneoka

### Goshogun: The Time Étranger
Goshogun: The Time Étranger (戦国魔人ゴーショウグン 時の異邦人, Sengoku Machine GoShogun: toki no ihôjin), aussi connu sous le nom Time Stranger est une suite originale de la série télévisée, sortie le 27 avril 1985 au Japon.
Ce film se démarque profondément de la série originale du fait qu'il ne reprend plus le
robot géant Fulgutor mais seulement les membres de l'équipage, centrés autour du personnage de Marite (Remy en VO), le tout dans un univers surréaliste, plus adulte.

#### Synopsis
L'histoire se déroule quarante ans après les événements de la série télévisée alors que
l’équipe de Fulgutor s’est dissoute depuis longtemps et la plupart d’entre eux ont perdu contact. Marite tombe dans le coma à la suite d'un accident de voiture et dérive dans un univers parallèle où l'équipage du Fulgutor, alors dans la force de l'âge, est piégé dans une mystérieuse ville orientale habitée par des fanatiques hostiles qui vénèrent un dieu du destin. Les six membres de l'équipe reçoivent des lettres qui leur prédisent à chacun d'entre eux une mort brutale en quelques jours. Ne renonçant jamais, l'équipe décide de combattre son destin et la société qui l'a déjà condamnée à une fin certaine. Le résultat de ce combat semble tenir la clef du combat que Marite mène pour sortir de son coma.

#### Fiche technique
- Titre : Goshogun: The Time Étranger
- Réalisation : Kunihiko Yuyama
- Scénario : Takeshi Shudo
- Pays d'origine :  Japon
- Année de production : 1985
- Genre : horreur, science-fiction
- Durée : 89 minutes
- Dates de sortie : annee 80 (FR, Jacques Canestrier - Vidéo Jeunes); 1995 (VHS, US)

#### Thèmes musicaux
- The Gentile of Time de Lily et Yoshiki Kojima, par Haruko Kuwana

## Réception
La série télévisée n'a pas rencontré le grand succès des autres séries de robots géants. Le film Goshogun: The Time Étranger a été loué pour son ton sérieux, son traitement des personnages et intensité psychologique.